# بروطيا باومية
بروطيا باومية (الاسم العلمي: Protea baumii) هو نوع من النباتات يتبع جنس البروطيا من الفصيلة البروطية.